# The Canyons
The Canyons is een soft-erotische neo noir onder regie van Paul Schrader, met Lindsay Lohan en James Deen in de hoofdrollen.

## Verhaal
De film speelt af in Hollywood en volgt een groep jonge volwassenen die op zoek gaat naar glamour, gevaar en seks. Filmproducent Christian verdrinkt in het geld en aanzien en filmt graag zijn seksuele escapades. Zijn nieuwste prooi is Tara, een vrouw die haar trots opzij zet om zich te laten gebruiken door haar nieuwe vriend. Ze wordt gewaarschuwd om Christian te mijden, omdat hij enkel kwaads voor haar in de zin heeft, maar de liefde en ambitie maakt Tara blind. Christian maakt ondertussen misbruik van zijn positie om alle betrokkenen bij een recente film te ruïneren.

## Rolverdeling
| Acteur            | Personage       |
| ----------------- | --------------- |
| Lindsay Lohan     | Tara            |
| James Deen        | Christian       |
| Nolan Gerard Funk | Ryan            |
| Amanda Brooks     | Gina            |
| Tenille Houston   | Cynthia         |
| Gus Van Sant      | Dokter Campbell |

## Productie

### Preproductie
Toen regisseur Schrader en producent Pope afspraken met Lohan om de mogelijkheid te bespreken voor haar om een cameoverschijning te maken in de vorm van de rol van Cynthia, opperde Lohan dat ze enkel de hoofdrol wilde spelen. Aanvankelijk werd voor de rol van Tara gekozen voor actrice Monica Gambee, met wie scenarist Ellis al had afgesproken in Los Angeles. Toen Gambee tot de ontdekking kwam dat Deen haar tegenspeler zou worden, trok ze zich onmiddellijk terug van een screentest; zelfs de aankondiging van Schrader dat hij Deen eventueel zou willen vervangen met acteur Sean Brosnan was niet van invloed op haar. Voordat voor Lohan werd gekozen, werden actrices Amalia Culp, Amanda Booth, Julissa Lopez, Fleur Saville, Houda Shretah, Larissa Vereza, Jamie Vandyke, Leigha Kingsley en Ksenia Lauren getest voor de mogelijke hoofdrol.
Schraders dochter was het niet eens met zijn keuze om Lohan in de hoofdrol te plaatsen omwille haar imago; door anderen betrokkenen werd openlijk gevreesd dat The Canyons zijn carrière zou kunnen vernietigen. Schraders vrouw, actrice Mary Beth Hurt was op pagina 50 van het scenario toen ze stopte met lezen; en bestempelde het als pornografie. Scenarioschrijver Ellis was het ook niet eens met de keuze voor Lohan, maar had al zijn kapitaal besteed aan het selecteren van Deen (de pornoacteur die hij in hoofd had toen hij het scenario schreef) en kon niet anders dan instemmen. Schrader had een voorkeur voor Sean Brosnan in de rol van Christian en had bovendien weinig vertrouwen in het acteertalent van de pornografische acteur. Pas toen Lohan werd aangesteld in de vrouwelijke hoofdrol, begon Schrader het idee te omarmen om twee onorthodoxe acteurs te plaatsen in de hoofdrollen. De doorslag om Deen aan te nemen kwam van Schraders vrouw Hurt, die hem vertelde dat Deens screentest naar haar mening het meest er uitsprong. Andere acteurs die werden overwogen voor de rol van Christian zijn Zane Holtz, Alex Meraz en Daren Kagasoff.
Voor de cameorol van dokter Campbell werden aanvankelijk Willem Dafoe en Jeff Goldblum benaderd, maar geen van beiden waren beschikbaar. Lohan stelde voor om Jared Leto te vragen, maar uiteindelijk werd Van Sant gekozen.

### Draaiperiode
The Canyons is gemaakt op een zeer kleinschalig budget van ongeveer $ 250.000 dollar. Ellis, Pope en Schrader hebben persoonlijk $ 30.000 dollar gefinancierd. Schrader rust bovendien op het bedrag van $ 10.000 dollar dat Robert De Niro hem toevertrouwde tijdens de opnamen van Taxi Driver (1976). Schrader heeft tijdens de opnamen geen van de hoofdrolspelers een eigen trailer gegund; bovendien moest in het contract toegestemd worden aan het filmen van een scène waarin een vier mensen seks met elkaar hebben.
De opnamen gingen van start op 9 juli 2012 in de bar van het Chateau Marmont-hotel en duurden 22 dagen. Locaties waren een huis in de bergen van Malibu en de Century City Mall in Los Angeles (nadat opnamen werden opgebroken door politie bij de Santa Monica Promenade). Vanaf het begin waren er op de set problemen met actrice Lohan. Hoewel haar keuze slechts een week voor het begin van de opnamen werden bevestigd, kwam ze niet opdagen bij de voorbereidingen: Schrader besloot de actrice daarop te ontslaan. Lohan nam persoonlijk contact op met de regisseur en producent om haar rol terug te vragen; hierop werd pas ingestemd toen bleek dat de screentest van de Franse vervangster Leslie Couterrand aanzienlijk minder kwalitatief bleek te zijn. Volgens de regisseur en tegenspeler Deen had Lohan moeite om te werken met pornoacteurs, hetgeen resulteerde in veelvoudige afwezigheid; de regisseur vergelijk de draaidagen uiteindelijk met de moeizame productie van The Misfits (1961). De productie werd bovendien vertraagd toen bleek dat Deen was vertrokken uit Los Angeles om een pornofilm te draaien; eerder had hij erin meegestemd om geen erotische films op te nemen tijdens de draaidagen van The Canyons.
Ook Deen heeft zich in de pers negatief uitgelaten over zijn samenwerking met Lohan. Hij vertelde dat de actrice met regelmaat driftbuien had waarbij ze schreeuwde en zichzelf opsloot in kamers: "In de pornografie ben ik gewend dat mijn collega's professioneel zijn op de set en elkaar met respect behandelen. Lindsay was als een kind dat herrie schopte. [..] Ze is een product van Hollywood: zo fragiel, dat je niet anders kan dan medelijden met haar hebben."

### Postproductie
Toen de draaidagen waren voltooid, zou de film aanvankelijk zes weken lang de montage in gaan; na drie weken was de eerste grove versie al af. Aanvankelijk viel de eerste versie van The Canyons tegen; de film ging opnieuw de montagekamer in omdat hij te langdradig zou zijn. Volgens de regisseur was Lohan razend toen ze deze versie zag in haar appartement in New York, omdat Deen meer beeldtijd zou hebben dan de actrice. Ondanks de negatieve samenwerking met Lohan had Schrader geen spijt dat Lohan de vrouwelijke hoofdrol vertolkt, omdat de actrice in zijn worden "geweldig" was in de film. In januari 2013 gaf hij toe dat hij zelfs open stond om nog een keer met haar te samenwerken aan de remake van Gloria (1980).
Schrader stuurde tevergeefs de film naar het Sundance Film Festival. In januari 2013 werd geprobeerd om de film te verkopen via William Morris Endeavor. Op zijn Facebook vertelde de regisseur in dezelfde maand dat hij de film naar waarschijnlijkheid zal podcasten en in mindere mate in bioscopen zal uitbrengen in mei 2013. De release werd vrijwillig enkele maanden opgeschoven, omdat de regisseur moeilijkheid verwachtte van televisiekanaal Lifetime, omdat hij in een interview met The New York Times openlijk praatte over Lohans afgunst van haar rol in de Lifetime-film Liz & Dick (2012).